# みいちゃんのてのひら
『みいちゃんのてのひら』は、稲葉喜久子による日本の児童向け絵本作品「てのひらの記憶」を原作としたアニメ映画。1993年5月29日に公開された。

## キャスト
- 民造 - 大塚明夫
- 郁代 - 白鳥由里
- 警防団員 - 三木眞一郎
- 昭代 - 松岡洋子

## スタッフ
- 監督：四分一節子
- 演出：上田芳裕
- 絵コンテ：胡桃野蛍樹
- プロデューサー：出﨑哲
- 原作：稲葉喜久子「てのひらの記憶」（草土文化刊）
- 脚本：今泉俊昭
- キャラクターデザイン：胡桃野蛍樹
- 作画監督：清水恵蔵
- 美術監督：小板橋かよ子
- 撮影監督：柳田久次郎
- 音楽：中島優貴
- 制作：マジックバス
- 製作・配給：共同映画株式会社